# Laurent Drelincourt
Laurent Drelincourt, né le 14 janvier 1625 à Paris et mort le 2 juin 1680 à Niort, est un poète et pasteur français. Il est le fils du pasteur Charles Drelincourt, figure importante de la communauté réformée en France.

## Biographie
Fils aîné du pasteur Charles Drelincourt qui voit rapidement en lui une vocation de pasteur, Laurent Drelincourt est formé dans un collège protestant et fait des études de philosophie et de théologie entre 1645 et 1650 dans l'académie de Saumur.
En juillet 1651, il devient pasteur à La Rochelle. Il va rester dix ans dans cette ville, où ses talents de prédicateur sont vite reconnus. Les tensions avec les catholiques sont vives et, en 1661, il est contraint de s'exiler à Paris. Il continue de jouer un rôle dans les cercles culturels, et fréquente la noblesse protestante. Il est notamment le protégé de Valentin Conrart, premier secrétaire de l'Académie française. Il participe au projet de révision des traductions française de la Bible. Et il commence à écrire les sonnets chrétiens qui feront sa réputation,.
En 1663, il s'installe à Niort, où il seconde le pasteur principal. Sa santé, fragile, l'empêche de donner sa pleine mesure. Il poursuit pourtant son œuvre de prédication. En 1677, il publie, à Niort, un recueil, "Sonnets Chrétiens sur divers sujets", qui obtient un succès immédiat. Cette œuvre poétique sera plusieurs fois rééditée après sa mort. Il meurt à Niort, le 2 juin 1680.
Mais, quand dois-je aborder cette Mer Pacifique,

Sans tempête, sans flots ; où dans l'Eternité,

L'on voit ce que la Gloire a de plus-magnifique?

## Œuvre
- Le Salutaire Lever du soleil de justice (Sermon sur malachie Ch. 4. V. 2. prononcé le 9 aout 1665), publié en 1666
- Les Étoiles de l’Église et les chandeliers mystiques (Sermon prononcé en 1677), publié à titre posthume en 1682
- Sonnets chrétiens sur divers sujets (Poésie), Niort, 1677
- Les Psaumes pénitentiaux en vers héroïques (Poésie), publié à titre posthume à Genève en 1693-1694

## Extraits de sonnets chrétiens
Prière pour le soir

Ainsi, pour le Travail, tes Bontez paternelles

Font régner la Lumiére au terrestre Sejour :

Et, par tes sages Lois, la Nuit vient, à-son-tour,

Aporter le Repos, sous l'ombre de ses ailes.

Mais, si le noir Sommeil doit couvrir mes prunelles,

Ouvre sur moy, mon Dieu ! les yeux de ton Amour :

Dissipe mes Péchez ; sois mon Astre et mon jour :

Et que tes Anges saints soient mes Gardes fidèles

Le Jour, incessamment englouty par la Nuit,

De la fin de ma vie incessamment m'instruit :

Et je dois, nuit-et-jour, saintement m'y résoudre.

Fai que, pour moy, la Mort ne soit qu'un dous Sommeil

Où, l'Ame entre tes Bras, et le corps dans la poudre,

De l'éternel Matin, j'atende le Réveil